# Nic Balthazar
Pour les articles homonymes, voir Balthazar.
Nic Balthazar, né le 24 juillet 1964 à Gand, est un réalisateur belge et une personnalité de la radio et de la télévision (animateur, présentateur, producteur). 
Son premier film, Ben X, est sorti en 2007 et a reçu des critiques positives. Le film suivant, Tot Altijd, est sorti en janvier 2012.
C'est le fils de l'historien flamand Herman Balthazar. En Flandre, il est connu en tant que critique de cinéma et animateur télé. Il est aussi connu pour être un végétarien.
Nic Balthazar vit à Gand avec sa partenaire, la photographe Lieve Blancquaert. Ils ont deux enfants.

## Filmographie
| Année | Titre                                    | Rôle                                     | Notes                        |
| ----- | ---------------------------------------- | ---------------------------------------- | ---------------------------- |
| 2007  | Ben X                                    | Réalisateur, scripte                     | Drame                        |
| 2008  | The Big Ask (en)                         | Réalisateur, scripte, producteur, acteur | Court-métrage sur l'écologie |
| 2009  | The Big Ask Again: Dance for the Climate | Réalisateur, scripte                     | Court-métrage sur l'écologie |
| 2012  | Tot altijd                               | Réalisateur, scripte                     | Drame                        |
| 2016  | Everybody happy                          | Réalisateur                              | Drame                        |

## Prix et nominations
| Année | Prix                                     | Catégorie                                     | Titre | Résultat |
| ----- | ---------------------------------------- | --------------------------------------------- | ----- | -------- |
| 2007  | Festival des films du monde de Montréal  | Grand Prix des Amériques                      | Ben X | Remporté |
| 2007  | Festival des films du monde              | Prix du public pour le film le plus populaire | Ben X | Remporté |
| 2007  | Festival des films du monde              | Prix du jury œcuménique                       | Ben X | Remporté |
| 2007  | Palm Springs International Film Festival | Heineken Red Star Award                       | Ben X | Remporté |
| 2007  | Sedona International Film Festival (en)  | Audience Award                                | Ben X | Remporté |
| 2008  | Prix du cinéma européen                  | Prix du public                                | Ben X | Nommé    |
| 2011  | Efebo d’Oro                              | Meilleure adaptation                          | Ben X | Remporté |

## Télévision/radio

### Présentateur
- Memphis
- Ziggurat
- Open doek
- Mollen en kruisen
- Leuven Centraal
- Dood doet leven - Radio 1
- filminformation - Studio Brussel
- Levende Lijven (talkshows)
- Filmfan - Canvas
- Vlaanderen Vakantieland - Één

### Apparitions
- Boeketje Vlaanderen (1984) - BRT
- Koste wat het kost (1997)
- Het swingpaleis (1997-1998) (Eén)
- Vlaanderen vakantieland (2003) - Eén
- Fata Morgana (2006) - Eén
- Tour 2008 - Eén
- Masterchef (2010) - VTM
- De jaren stillekes (2010) - Eén